# Rederijkerskamer Gezellen van de Heilige Michiel
De Rederijkerskamer De Gezellen van de Heilige Michiel is gevestigd in Brugge - Sint-Michiels.

## Geschiedenis
Toen Frans-Vlaanderen nog overwegend Vlaamssprekend was en grotendeels behoorde tot het Brugse Vrije, waren verschillende rederijkerskamers er actief.
De Gezellen van de Heilige Michiel in Duinkerke kende jaren van grote bloei. Dit was onder meer het geval tegen het einde van de zeventiende en het begin van de achttiende eeuw, toen de hoofdman van de kamer de gevierde dichter en toneelschrijver Michiel de Swaen (1654-1707) was. 
De deelname van deze kamer aan activiteiten, landjuwelen en poëzieprijskampen, smeedde banden met menige kamer in het graafschap Vlaanderen. Het leidde soms zelfs tot pennentwisten, zoals voorkwam in 1700 tussen de Brugse Rederijkerskamer der Weerde Drie Santinnen en de Duinkerkse kamer.
De Franse taal maakte echter met rasse schreden vooruitgang in Frans-Vlaanderen en in de eerste decennia van de negentiende eeuw verdween de rederijkerskamer, bij gebrek aan belangstelling en aan Vlaamssprekende inwoners.

## Heroprichting
In 1954 werd in Sint-Michiels bij Brugge het verdwenen toneelgezelschap Den aanhouder wint opnieuw tot leven gewekt. Bij die gelegenheid besliste men bij vroegere tradities aan te sluiten en aan de vereniging de naam te geven van Aloude Rhetorycke Camere van het Heylich Cruys. De vereniging werd als rederijkerskamer erkend door de Soevereine Rederijkerskamer De Fonteine, op proef in 1954 en volwaardig in 1959. Onder leiding van apotheker en volkskundige Gerard Franchoo (1919-1991), gesteund door de plaatselijke pastoor A. Verhaeghe, vergaderde ze in het kasteel "Zwanekerke" van de familie Deudon de le Vielleuze en gaf een tijdschriftje uit onder de titel In den Uyl. Ludo Deudon de le Vielleuze (1928-2015) werd Prince van Ere.
In 1956 ontstond onenigheid naar aanleiding van de eerste herverkiezing van het bestuur. Naast politieke gemeentelijke tegenstellingen, liep het geschil over een interpretatie van de statuten, waar het ging over de invulling van het woord "cultuur" dat in de statuten voorkwam. Het zittend bestuur verstond dit als cultuur met een grote 'C' terwijl bij een aantal leden de wens aanwezig was om cultuur 'voor en door het volk' te brengen. Er kwam intern een actiecomité tot stand dat dit standpunt verdedigde. Het zittende bestuur besliste om de zestien leden van dit comité buiten te gooien en op 28 mei 1956 ontvingen ze een aangetekend schrijven met betekening van hun uitsluiting. 
Op 16 juni 1956 vergaderden de uitgesloten leden in het gemeentehuis van Sint-Michiels en onder het patroonschap van burgemeester Michel Van Maele stichtten ze de Kunst- en Ontspanningskring Retorika Sint-Michiels, die onmiddellijk met vele activiteiten uitpakte, onder meer met de oprichting van een mannenkoor en van een toneelgroep. 
In 1960 werd bij de Koninklijke Souvereine Hoofdkamer 'de Fonteine' in Gent de erkenning van de jonge afgescheurde vereniging als rederijkerskamer aangevraagd. De Kamer van het H. Cruys probeerde die erkenning te verhinderen via de Rederijkerskamer van de Heilige Geest die zijn advies moest geven en door rechtstreekse tussenkomsten bij 'de Fonteine'. Deze verkoos echter de zijde te kiezen van de meest dynamische groep en niet in te gaan op de bezwaren van de 'Kamer van het Heilig Kruis'. De H. Geestkamer, in de persoon van zijn Prince van Ere Gerard Neels, steunde discreet de Gezellen van de H. Michiel en de Rederijkerskamer der Weerde Drie Santinnen, in de persoon van Firmin Raes, ondersteunde actief de Sint-Michielenaars.
Voor de filiatie en de naam van de nieuwe groep werd teruggegrepen naar een slapende rederijkerskamer. Het ging om de hierboven vermelde en ingeslapen rederijkerskamer van de Heilige Michiel in Duinkerke. De toevallig passende naam van Gezellen van de Heilige Michiel, de kenspreuk Verblijdt in den Tijdt en het wapenschild werden op de jonge vereniging in Sint-Michiels overgedragen. Einde 1960 viel de beslissing: de 'Fonteine' erkende de nieuwe rederijkerskamer op proef, met definitieve erkenning in 1965. Het wapenschild met in het midden de heilige Michaël die de draak verslaat en de kersouwe (madeliefje), werd aangepast aan de nieuwe toestand, met onder meer de opname van de wapens van het graafschap Vlaanderen, van het Brugse Vrije en van de gemeente Sint-Michiels. Onderaan het wapenschild werd, op verzoek van 'De Fonteine', een disteltak aangebracht, als herinnering aan het feit dat de nieuwe rederijkerskamer ontstaan was als afsplitsing van een andere kamer.
De vereniging kreeg de volle steun van het gemeentebestuur, en mocht achter het gemeentehuis een chalet bouwen, uitsluitend ter harer beschikking.
De vereniging die voortaan bekend stond onder de naam Retorica (na 2006 de Koninklijke Retorica) of De Gezellen van de Heilige Michiel, en officieel Koninklijke Kamer van Retorica De Gezellen van de Heilige Michiel, groepeerde aanvankelijk alleen mannen, die zich toelegden op toneeluitvoeringen en weldra ook een mannenkoor vormden. Na enige tijd werden ook activiteiten voor de echtgenoten en dochters georganiseerd, die volwaardig deel gingen uitmaken van de Kamer, ook als bestuursleden.
In 2013 verleende de Sociaal-Culturele Raad van de stad Brugge zijn jaarlijkse prijs aan de Kamer van Retorica Gezellen van de Heilige Michiel. 
In 2017 diende ze mee een dossier in teneinde UNESCO-erkenning te bekomen van de rederijkerscultuur als immaterieel cultureel erfgoed. In juni 2017 werd het dossier door de Vlaamse Minister van Cultuur goedgekeurd en volgde het verder zijn weg.
In 2020 viert de Brugse Kamer de zestigste verjaardag van zijn bestaan als rederijkerskamer. Bij die gelegenheid organiseert ze in Brugge het 38ste Internationaal Rederijkerscongres op 6 en 7 juni 2020. Eenzelfde congres organiseerde deze Kamer al in 1995 en in 2006. De maatregelen genomen naar aanleiding van de coronacrisis hadden tot gevolg dat het congres werd afgelast en naar 2024 werd uitgesteld.

## Activiteiten
- Het toneel behoorde tot de eerste regelmatige activiteiten van de Kamer, met drie producties per jaar. Tegen het einde van de jaren zestig werd de toneelactiviteit verlaten, die echter in de jaren tachtig en negentig af en toe werd hernomen.

- Daarnaast nam de Kamer deel aan historische stoeten (onder meer de Gouden Boomstoet) en processies (onder meer de Heilig Bloedprocessie). In januari werd jaarlijks een Driekoningenstoet georganiseerd, waarbij werd aangebeld bij prominenten en ereleden, eerst in Sint-Michiels, weldra in Groot-Brugge.
- Het Brugs mannenkoor is de bijzonderste activiteit van Retorica. Het koor bestaat uit 25 à 30 leden en is, naast de vele gemengde koren in Brugge, ongeveer het enige uitsluitend door mannen bevolkte koor (met uitzondering van de gregoriaanse koren). Het koor trad veelvuldig op, ook in het buitenland.
- Een poëziewedstrijd voor de jeugd werd georganiseerd vanaf 1967 en werd weldra een biënnale die doorging tot in 1986. De belangrijkste initiatiefnemer was Fernand Bonneure. Het aantal deelnemers steeg met 227 inschrijvingen tot een maximum in 1976. Onder de laureaten bevonden zich auteurs die later nog van zich lieten horen, zoals Peter Verhelst, Tom Lanoye, Luuk Gruwez, Dirk Van Bastelaere, Miriam Van Hee, Frank Albers en Bernard Dewulf.
- Kunsttentoonstellingen werden in groot aantal georganiseerd, hetzij in het eigen chalet, hetzij (tot in 1982) in de kunstgalerij van het Boudewijnpark.
- In de loop van de jaren kwamen allerhande initiatieven zich hieraan toevoegen: voordrachtavonden, bridge-avonden, activiteiten voor de vrouwelijke leden enz.

## Bestuur
De hoofdmannen waren tot hiertoe:
- Leon Vanhaverbeke (1956-1964) [1901-1964]
- Roger Legroe (1964-1989) [1919-1998]
- Elmar Vanlandschoot (1989-2002) [1943-2017]
- Willy De Meyer (2002-2023)
- Raf Sypré ( 2023 - nu)

De Prince van Ere waren:
- Michel Van Maele (1960-2003) [1921-2003]
- Paul Jonckheere (2008-2017)
- Wim Buys (2018- nu)

Naast de prince van ere worden soms ook nog andere erefuncties toegekend, zoals die van 'Gouverneur' en van 'Euverdeken'.
In het bestuur of eed worden de oude functienamen gebruikt: hoofdman (= voorzitter), deken (= ondervoorzitter) penningmeester, griffier (= secretaris), factor (= verslaggever, uitgever tijdschrift), wapenheraut (Gulden boek, tentoonstellingen, Nieuwjaarswensen), archivaris en hofmeesters.

## Voornaamste bron
- Wij zijn al bijeen. 50 jaar Koninklijke Kamer van Retorika "De Gezellen van de H. Michiel", Sint-Michiels Brugge, 2007.